# Flora MacDonald
Pour les articles homonymes, voir MacDonald et Flora MacDonald (femme politique).
Flora MacDonald (1722 – 5 mars 1790), héroïne jacobite, est la fille de Ranald MacDonald de Milton (habitant l'île de South Uist, dans les Hébrides extérieures, en Écosse) et de son épouse Marion (fille d'Angus Macdonald).

## Jeunesse
Son père meurt pendant son enfance, et sa mère est enlevée et mariée à Hugh MacDonald d'Armadale, sur l'île de Skye. La jeune Flora est alors confiée à l'attention du chef de son clan, les MacDonald de Clanranald, et en partie élevée à Édimbourg.

## Engagement jacobite

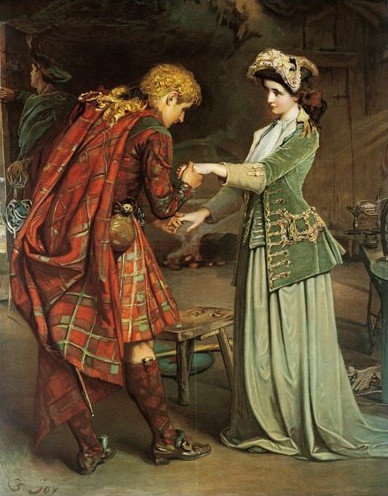
La séparation de Flora MacDonald et du Bonnie Prince Charlie (G. W. Joy.).

En juin 1746, à l'âge de 24 ans, Flora MacDonald vit dans la ville de Benbecula, dans les Hébrides intérieures, lorsque le populaire prince jacobite Charles Édouard Stuart dit "Bonnie Prince Charles" vient y chercher refuge après la désastreuse bataille de Culloden. 
Un aide de camp du prince, un certain capitaine O'Neill, lui demande son assistance pour permettre au prince d'échapper à la capture car l'île est contrôlée par le duc de Cumberland, gouverneur hanovrien, qui emploie une milice locale pour le rechercher, dont un des responsables est issu du clan MacDonald toutefois secrètement sympathisant de la cause jacobite.
Après quelque hésitation, Flora promet d'aider le prince à s'échapper de l'île. Le commandant de la milice locale, son beau-père Hugh MacDonald, donne au prince un laissez-passer pour circuler à travers l'île, un serviteur, une bonne irlandaise, Betty Burke, et un équipage de six hommes pour le bateau. Le prince est déguisé comme Betty Burke. 
Après un premier échec à Waternish, le groupe débarque à Kilbride, qui offre un accès facile vers Mugstat, le siège de Sir Alexander MacDonald. Le prince se cache dans les rochers tandis que Flora MacDonald lui trouve de l'aide dans le voisinage. Il est décidé qu'il se rendra à Portree, sur Skye et, de là, rejoindra Glam, sur l'île de Raasay.
Le prince quitte Benbecula le 27 juin ; l'appel des hommes du navire attire la suspicion sur Flora MacDonald, qui est arrêtée pour avoir activement contribué à la fuite du prince. Après un court emprisonnement à la Tour de Londres, on l'autorise à vivre hors de ses murs, sous la garde d'un « messager » ou geôlier. Quand l'Acte d'Amnistie est appliqué en 1747, elle est libérée. 
Son courage et sa loyauté lui ont valu la sympathie générale, autant que ses bonnes manières et son caractère aimable. Le Dr Samuel Johnson, qui la rencontre en 1773, la décrit comme « une femme aux traits doux, aux manières aimables et à la présence élégante ».
Par la suite, elle aurait affirmé au duc de Cumberland, fils de George II et commandant-en-chef en Écosse de cruelle réputation, qu'elle avait agi par Charité.

## L'émigration

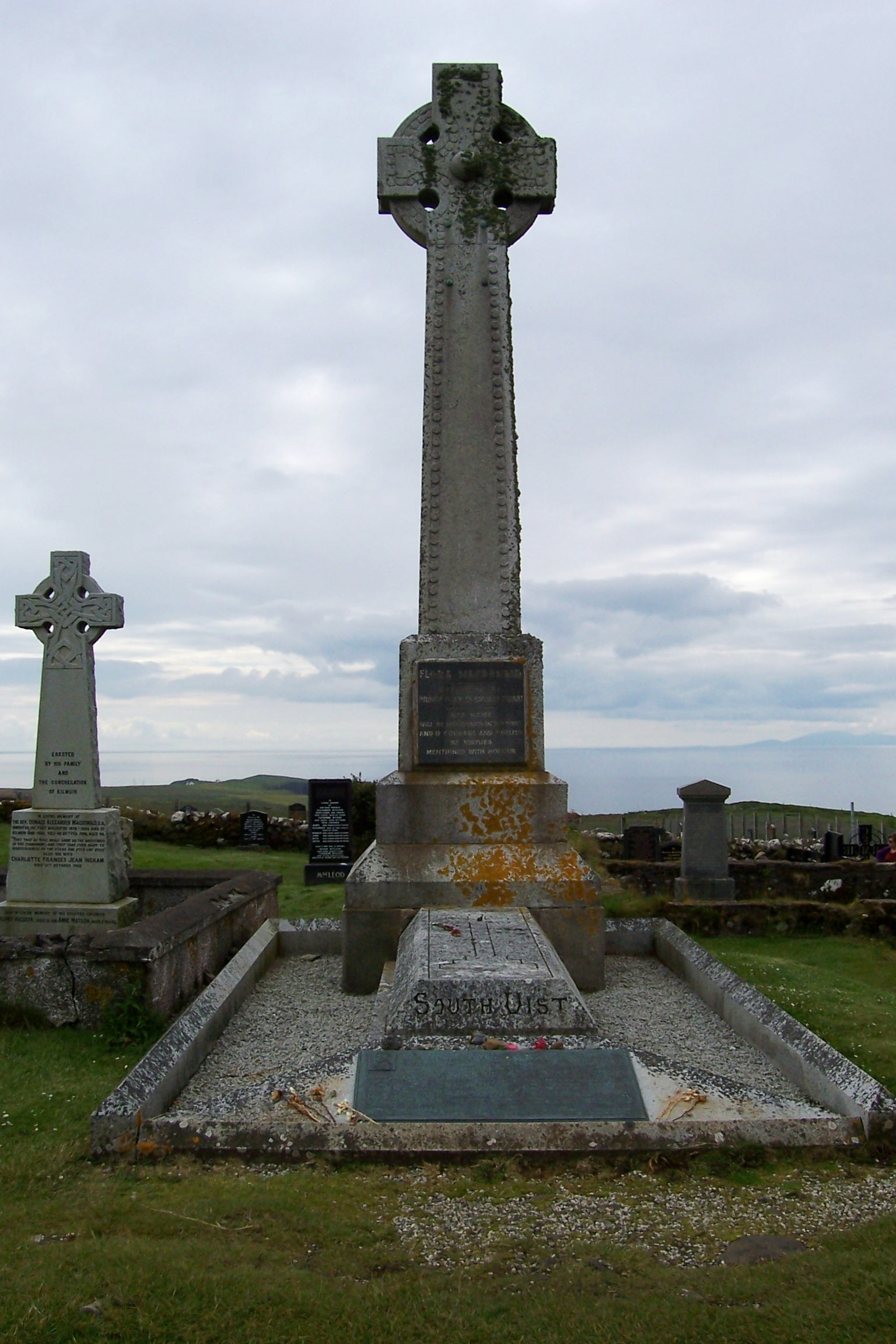
La tombe de Flora Macdonald au cimetière de Kilmuir, sur l'île de Skye.

En 1750, à l'âge de 28 ans, elle épouse son cousin, le capitaine Alan Macdonald de Kingsburgh (en). En 1773, ils émigrent ensemble en Caroline du Nord. Pendant la guerre d'indépendance américaine, son époux sert le gouvernement britannique et est fait prisonnier. La légende veut qu'elle ait exhorté l'armée loyaliste à Cross Creek, en Caroline du Nord (actuellement Fayetteville), qui comprenait son mari, comme elle partait vers ce qui devait être une défaite à la bataille de Moore's Creek Bridge en février 1776.
En 1779, Flora retourne en Écosse à bord d'un navire marchand. Pendant le trajet, le navire est attaqué par des pirates. Elle refuse de quitter le pont pendant l'attaque et est blessée au bras.
Flora MacDonald a eu sept enfants, cinq fils, qui sont pour la plupart entrés dans l'armée ou la marine, notamment John McDonald, ingénieur et cartographe, et deux filles. Elle meurt à Kingsburgh, sur l'île de Skye en 1790, à l'âge de 68 ans. Une statue à sa mémoire est érigée à Inverness, en Écosse.

## Postérité
Un cratère vénusien a été nommé en son honneur.
Plusieurs chansons écossaises évoquent l'épisode de la fuite vers Skye de l'héritier Stuart et de l'assistance que lui porta Flora Mc Donald. On peut ainsi citer une chanson enfantine (nursery rhyme) intitulée My Bonnie Lies over the Ocean et une chanson intitulée The Skye Boat Song (en) qui connut un regain de popularité avec la mode folksong des années 60, fut interprétée (entre autres) par Paul Robeson et est utilisée comme musique du générique de la série télévisée Outlander, dont l'action se déroule principalement en Écosse, avant et pendant la révolution jacobite.